# محطة قطار

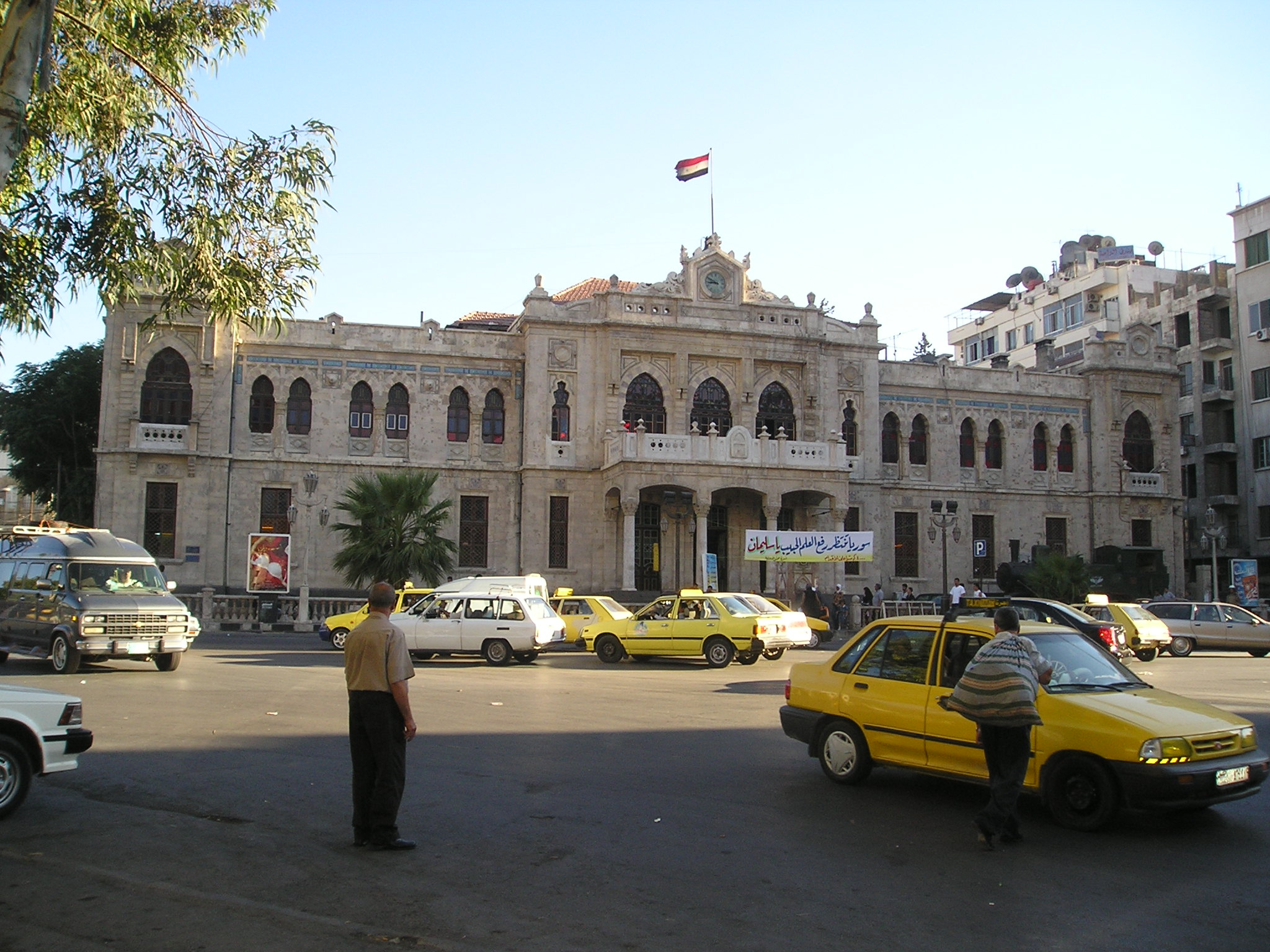
محطة الحجاز في دمشق على سكة حديد الحجاز

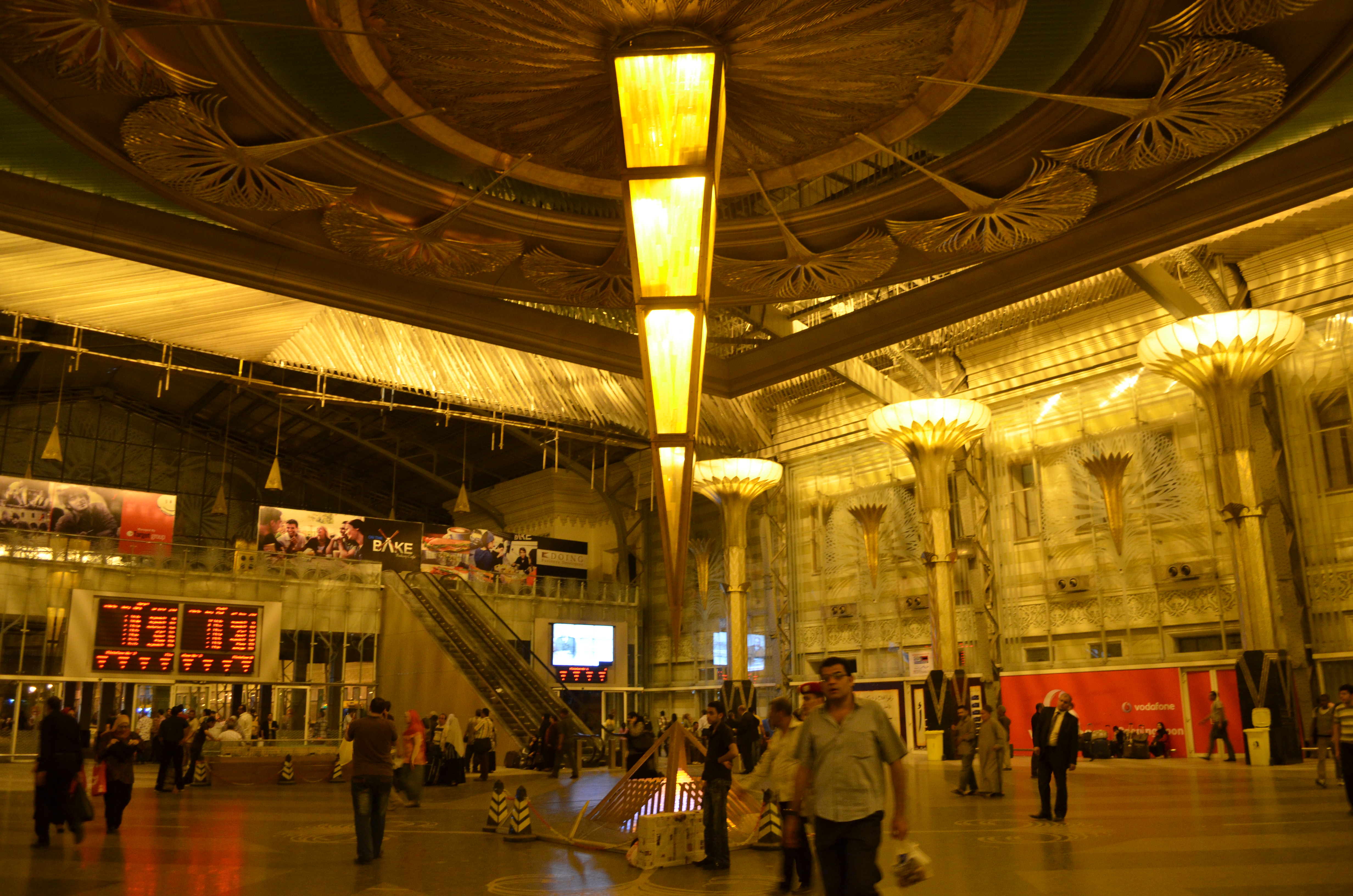
محطة مصر (القاهرة) كبرى محطات سكك حديد مصر

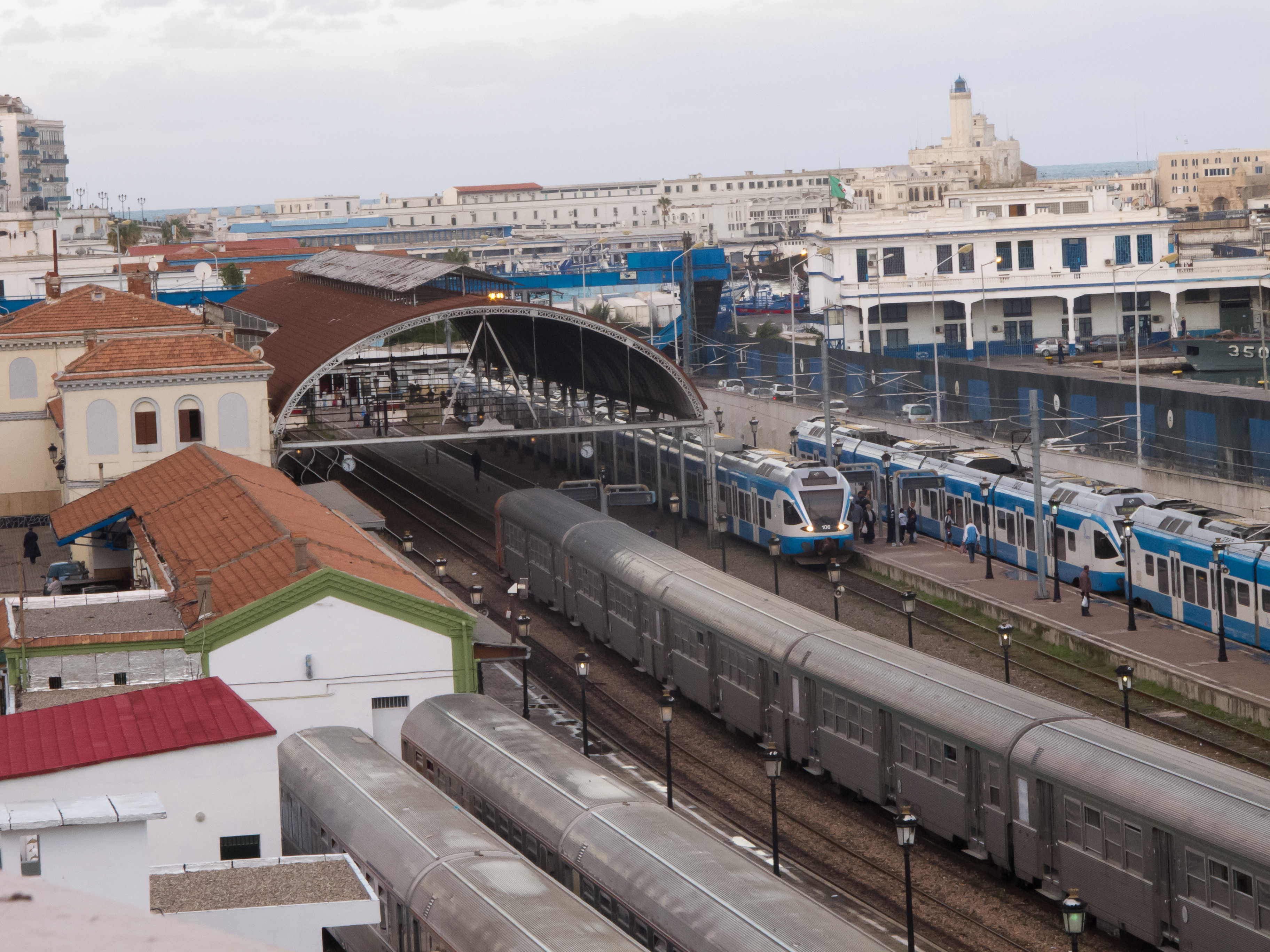
محطة قطار القصبة في الجزائر

محطة القطارات أو محطة السكك الحديدية هي مرفق سكك حديدية، فيها تتوقف القطارات بانتظام لتحميل أو لتنزيل الركاب أو الشحنات (السلع والبضائع). وتتألف عادة من منصة (رصيف) بجانب السكة ومبنى (مستودع) يقدم الخدمات ذات الصلة مثل مبيعات التذاكر، وغرف الانتظار. قد تكون خدمات الانتقال بين خطوط السكك الحديدية أو إلى وسائط النقل الأخرى مثل الحافلات مُتاحة في بعض المحطات. وقد تكون المحطات على مستوى الأرض أو تحت الأرض أو مرتفعة. وقد تكون حلقات الوصل متاحة لإدخال خطوط لسكك الحديدية أو غيرها من وسائل النقل المختلفة مثل الأتوبيس والترام والعديد من وسائل النقل السريع.